# Outliner

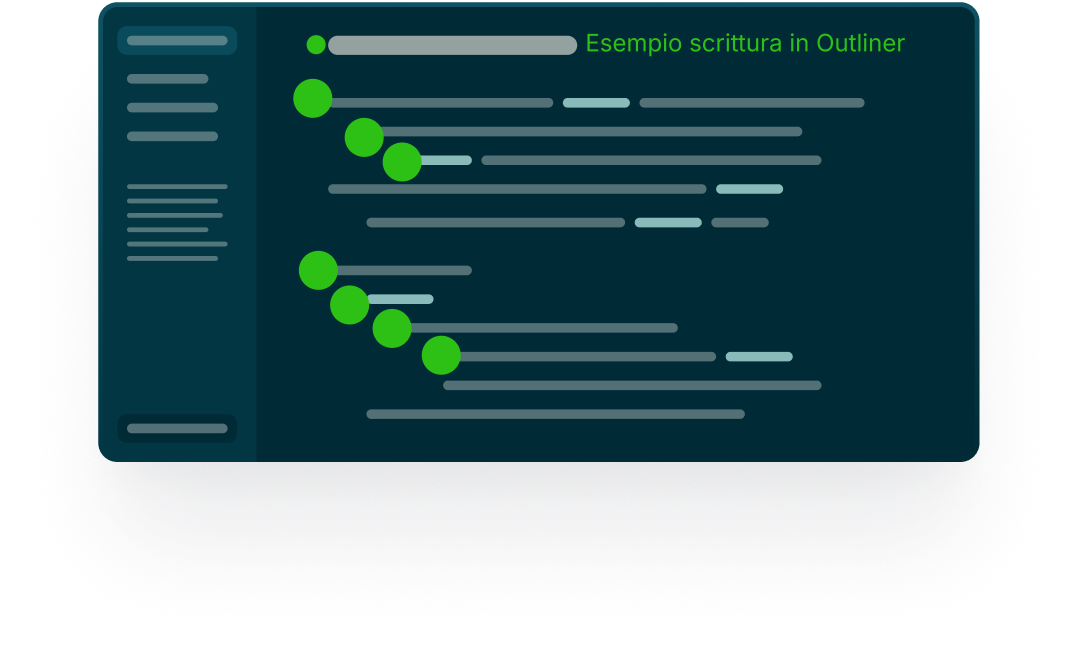
Schermata per visualizzare un testo formattato come outliner

L'outliner è un strumento di organizzazione di un testo che permette di creare una struttura gerarchica in cui è l'utente a stabilire le relazioni tra gli elementi presenti nel file organizzati in una struttura ad albero.
Utile per organizzare e strutturare le informazioni, facilitando la creazione di elenchi, schemi e note. Questo tipo di software è utile per la gestione di progetti, la pianificazione, la scrittura e l'organizzazione di idee. I programmi di outliner (delineatori) consentono di visualizzare concetti complessi in modo chiaro e ordinato, facilitando la creazione di documenti strutturati.
La tecnica di scrittura tramite outliner consente di definire sia gli argomenti generali, rappresentati dai capitoli, che quelli specifici, identificati nei paragrafi. Questo approccio permette di organizzare e spostare liberamente le sezioni, facilitando la visualizzazione del testo in modo compresso o espanso a diversi livelli di dettaglio. Una volta definita la struttura, si procede con la stesura effettiva del testo all'interno dei blocchi delineati dai vari livelli, garantendo un'organizzazione chiara e fluida del contenuto.
Esistono moltissimi software nella categoria degli outliner, tra cui:
- Freemind (software libero)
- Jreepad (software libero)
- Keynote (software proprietario)
- Logseq (software libero)
- MindRaider (software libero)
- Notecase (software libero)
- Leo (text editor) (software libero)
- Treepad (software proprietario)
- Fargo (software proprietario)
- STAR My Data Safe (software proprietario)
- Workflowy (software proprietario)
- ClickUp (software proprietario)
- Tyepora (text editor software proprietario)

Con software come Microsoft Word si può scrivere un testo e poi organizzarlo con l'outliner, oppure si può partire dalla sua organizzazione con l'outliner e scrivere man mano le varie parti. Ci si può limitare alla scaletta o gestire in modo dinamico tutto il testo, o un insieme di testi.
Esistono altri software che implementano questa tecnica di organizzazione dati, nativamente o tramite plugin aggiuntivi, pur non essendo outliner (delineatori) nativi. Si tratta per la maggior parte di software usati per il PKM, ossia per la gestione della conoscenza personale o collaborativa. Sono programmi complessi, con una curva di apprendimento abbastanza alta, che permettono una gestione degli appunti, note, tasks,  tabelle e altro molto precisa e raffinata. I più famosi sono: Notion, Obsidian, RoamResearch, Bear. 